# Fernando da Rocha Peres
Fernando da Rocha Peres (Salvador, 1936), poeta, historiador, professor e administrador cultural.

## Biografia
Fernando da Rocha Peres nasceu em Salvador, Bahia, Brasil, foi diretor do Patrimônio Histórico e Artístico Nacional (IPHAN), Bahia e Sergipe; diretor-presidente da Fundação Cultural do Estado da Bahia; Pró-Reitor de Extensão da Universidade Federal da Bahia (UFBA), Fundou com Glauber Rocha, Calasans Neto e Paulo Gil Soares, as Jogralescas (poesia teatralizada), a revista Mapa, a Yemanjá Filmes e as edições Macunaíma;  é diretor do Centro de Estudos Baianos, da UFBA e docente durante 40 anos, do Departamento de História. Recebeu em 2008 o título de Professor Emérito, da Universidade Federal da Bahia, e em 2013 também tem recebido a ordem do Mérito do Patriarca São Bento.

## Acadêmico
membro da Academia de Letras da Bahia, eleito em 22 de junho de 1987, tomou posse em 16 de julho de 1987, no salão nobre da atual sede, sendo saudado por Jorge Calmon Moniz de Bittencourt.

## Obras principais
- Cinco Poetas - Co-autoria com Carvalho Filho, Florisvaldo Mattos, Godofredo Filho e Myriam Fraga, capa e vinheta de Calasans Neto (Salvador, Macunaíma,1966
- Poemas Bissextos (Macunaíma, 1972),
- Gregório de Mattos: O Poeta Devorador (Manati, 2004)
- Memória da Sé (3ª ed., Corrupio, 2009)